# Iglesia de Santa María la Blanca (Cerceda)
La iglesia de Santa María la Blanca es un templo católico ubicado en la localidad española de Cerceda, en la Comunidad de Madrid. Es de estilo gótico abulense de la época de los Reyes Católicos y fue declarado Monumento Histórico Nacional. El edificio está orientado al este y construido en sillarejo, excepto la sacristía, que es sillarejo regular, construida posteriormente. Una de las piezas más importantes que hay dentro de la iglesia es una pila bautismal del siglo XVI y de estilo Renacimiento Purista. El retablo es posterior y es de estilo herreriano.
- Datos: Q5911919